# Pro Wrestling Zero1
Pro Wrestling Zero1 (également écrit Pro Wrestling ZERO1) est une fédération japonaise de catch professionnel fondée en 2001. Elle a été affiliée à la National Wrestling Alliance de 2001 à 2004, et depuis 2011. 
En 2000, Shinya Hashimoto propose de fonder une fédération indépendante dans la grande New Japan Pro Wrestling et qu'il nommerait New Japan Pro Wrestling ZERO. Le projet est rejeté et Hashimoto est renvoyé de la NJPW en novembre. Il dépose alors le nom de Pro Wrestling ZERO-ONE.

## Histoire
Pro Wrestling Zero1 a été fondé par les anciens catcheurs de la New Japan Pro Wrestling, Shinya Hashimoto et Shinjiro Otani. Des années ont passé et de nouveaux talents employés à la New Japan et dans d'autres fédérations indépendantes, comme Tatsuhito Takaiwa, Masato Tanaka, Takao Omori, Ikuto Hidaka, et l'ancien combattant de chez RINGS Wataru Sakata, ont été engagés. Dans le passé, ZERO1 était en contrat avec Pro Wrestling Noah, All Japan Pro Wrestling, New Japan Pro Wrestling, RIKIPRO, Hustle, Big Mouth Loud, King's Road et Dragondoor (désormais El Dorado Wrestling) permettant ainsi aux catcheurs de Zero1 de défier d'autres catcheurs originaires d'autres fédérations.